# Aleksandar Ivić
Aleksandar Ivić (Belgrado, 6 de março de 1949 – 27 de dezembro de 2020) foi um matemático sérvio. Trabalhou principalmente com teoria analítica dos números.

## Vida
Graduado em matemática pela Universidade de Belgrado em 1973, onde obteve um doutorado em 1975, orientado por Djuro Kurepa, com a tese (O nekim klasama aritmetičkih funkcija koje su vezane za raspodelu prostih brojeva).
Foi professor de matemática da Universidade de Belgrado. Foi pesquisador visitante da Universidade Paris-Sul, Tata Institute of Fundamental Research e em Tóquio. Além da teoria da função zeta de Riemann e outras funções associadas, trabalhou entre outros com números abundantes.
Foi membro da Academia de Ciências e Artes da Sérvia.

## Obras
- The Riemann Zeta-Function: theory and applications, Wiley 1985, Reimpressão Dover 2003, ISBN 0-486-42813-3
- The Theory of Hardy's Z-Function, Cambridge University Press, Nova Iorque 2013
- com Jean-Marie de Koninck Topics in arithmetical functions: asymptotic formulae for sums of reciprocals of arithmetical functions and related results, North Holland 1980
- Lectures on mean values of the Riemann Zeta Function, Lectures Tata Institute, Springer Verlag 1991